# English Defence League
English Defence League (EDL) este o mișcare britanicǎ de extremă dreaptă, care se opune la răspândirea islamismului, legea Sharia și extremismul islamic în Marea Britanie. La multe dintre demonstrațiile lor, membrii EDL s-au ciocnit cu cei de la Unite Against Fascism (UAF).